# Ögontryck
Ögontryck, eller intraokulärt tryck (IOP, intraocular pressure), är det tryck som finns inuti ett öga. Ett högt tryck i ett öga förknippas ofta med glaukom (grön starr) där de flesta som drabbas av ögonsjukdomen brukar ha ett högre tryck än det normala, som anses vara 10-20 mmHg. Trycket är som högst på morgonen, men kan också öka av att personen ligger ner, håller andan eller bär åtsittande slips.